# Liste des édifices labellisés « Architecture contemporaine remarquable » de l'Ariège
Cet article recense les édifices labellisés « Architecture contemporaine remarquable » de l'Ariège, en France.
Le label « Architecture contemporaine remarquable » remplace depuis 2016 l'ancien label « Patrimoine du XXe siècle ». Il ne prend en compte que des édifices de moins de 100 ans à la date de labellisation, et qui ne sont pas protégés comme monuments historiques.
Au début 2024, l'Ariège compte 5 édifices ainsi labellisés.

## Liste
| Monument                                 | Commune         | Adresse                   | Coordonnées                      | Notice     | Date | Illustration                             |
| ---------------------------------------- | --------------- | ------------------------- | -------------------------------- | ---------- | ---- | ---------------------------------------- |
| École primaire George-Sand               | Lavelanet       | 4 rue du Quatre-Septembre | 42° 55′ 59″ nord, 1° 51′ 05″ est | ACR0001762 | 2022 | Image manquante Téléverser               |
| École primaire du Mas-d'Azil             | Le Mas-d'Azil   | 6 rue des Écoles          | 43° 06′ 28″ nord, 1° 22′ 01″ est | ACR0001761 | 2022 | Image manquante Téléverser               |
| Centrale hydroélectrique de Mérens       | Mérens-les-Vals |                           | 42° 40′ 41″ nord, 1° 49′ 53″ est | ACR0001081 | 2017 | Image manquante Téléverser               |
| Pavillon d'accueil de la grotte de Niaux | Niaux           |                           | 42° 48′ 47″ nord, 1° 35′ 27″ est | ACR0001082 | 2017 | Pavillon d'accueil de la grotte de Niaux |
| École primaire Paul-Delpech              | Varilhes        | Avenue du 8-Mai-1945      | 43° 02′ 49″ nord, 1° 37′ 53″ est | ACR0001763 | 2022 | Image manquante Téléverser               |